# Curso de filosofía positiva
El Curso de filosofía positiva fue la principal obra del filósofo y sociólogo francés Auguste Comte, una de las personalidades filosóficas más célebres del siglo XIX, quien además fue el fundador del positivismo. Su obra trata de responder a los avances de la ciencia, planteando que ésta sirviese para mejorar no solo la suma del conocimiento humano, sino también la sociedad en su totalidad. Comenzado en 1830, el Curso fue terminado en 1842, doce años después; se publicó en seis volúmenes. Su creación reúne precisamente las lecciones de un curso que el autor impartió en 1829 y 1830 en el Ateneo Real de París.

## Contexto histórico
Isidoro Augusto María Francisco Javier Comte (19 de enero de 1798 - 5 de septiembre de 1857), nació en Montpellier, Francia. Sus padres fueron Luis Augusto Comte y Rosalía Boyer. Desde su niñez, rechazó siempre el catolicismo y las doctrinas monárquicas. Más tarde, en 1814, con dieciséis años cumplidos, ingresó a la Escuela Politécnica de París, instituto que se adhirió a transmitir los ideales establecidos en la Revolución francesa, de donde fue expulsado por las autoridades acusado de indisciplina y republicanismo, además de haber dirigido en 1816 una revuelta estudiantil. Luego de este hecho fortuito, Comte se dedicó básicamente al estudio de los pensadores del siglo XVIII y a sus contemporáneos, además de continuar sus estudios en la Facultad de Medicina de Montpelier. Un par de años más tarde, conoció al teórico Claude Henri de Rouvroy, conde de Saint-Simon, de quien fue discípulo y secretario privado. La influencia de éste fue enorme en la obra de Comte; sin embargo, existió una discrepancia entre ambos que hizo que se acabara su buena relación en el año 1824. La causa de esto fue un plagio de parte del conde, quien se atribuyó la autoría de Los Opúsculos.
En el año 1826, Comte inauguró un curso de filosofía positiva en su domicilio, donde asistían algunos de sus discípulos en París. El primer volumen de su Curso se publicó en 1830, y contuvo dieciocho lecciones sobre las matemáticas. En el año 1836, apareció el segundo tomo de esta obra, abarcando las lecciones desde la diecinueve a la treinta y cuatro, que analizaban la física y la astronomía. Más adelante, en el año 1838, escribió el tercero de sus volúmenes, cuyas lecciones iban desde la número treinta y cinco a la número cuarenta y cinco y tenían como tema fundamental un análisis a la química y a la biología. El cuarto volumen, que data de 1839, contuvo en él las lecciones desde la 46 a la 51, que explican la necesidad, según Comte de "una física sobre la sociedad", denominada actualmente sociología, de la cual es el fundador. Finalmente, en el año 1842 aparecieron los dos últimos volúmenes, que poseyeron desde la lección 56 a la sesenta y se refieren a la dinámica social.
Comte fundó el positivismo, una corriente filosófica que establecía que lo que no es probado por la propia experiencia no puede ser considerado como válido. Esta línea ha cuestionado toda afirmación científica que carecía de evidencias sólidas, refutando las teorías cuyo alcance estuviese fuera de lo concreto y probable. Además, sostenía que las ciencias debían estar enfocadas en el desarrollo del ser humano, del conocimiento y de la sociedad en su totalidad. Sobre estas mismas ideas, Comte fundamentó su idea de los tres estados: el teológico, el metafísico y el positivo o científico. El primero consiste en una especie de "infancia" de la humanidad, donde es necesario formular preguntas sin respuesta, y tratar de contestarlas mediante fenómenos sobrenaturales, como la presencia de dioses. En este estado existe una unión social por la fe, no se producen guerras entre los integrantes de un pueblo. En el segundo de esos estados, se elimina la idea de lo sobrenatural y esas preguntas tratan de contestarse mediante la ciencia. El estado positivo es la ruptura con los dos anteriores, donde predomina la espiritualidad y la idea de que la ciencia se creó para ayudar a la humanidad, donde ya no existe ninguna clase de agresión, pues todo se enfoca hacia el progreso. Estas ideas son compatibles con el lema del positivismo, que es "el amor por principio, el orden por base, el progreso por fin".
En sus últimos años de vida, Comte creó la religión positivista. Allí, la figura de Dios se ve reemplazada por la Humanidad, compuesta por todos los hombres, incluso por los difuntos y los que aún no nacieron, pero sobre todo por los genios que contribuyeron al progreso de la sociedad. Comte dijo sobre su religión: "La Humanidad sustituye perfectamente a Dios, sin olvidar jamás sus servicios provisionales".
Comte falleció el 5 de septiembre en París. Antes de su muerte, se creía que estaba demente, aunque no hay pruebas para ratificarlo.

## Contenido
El contenido del Curso, publicado en el período que abarcan los años 1830 a 1842 en forma de seis volúmenes, resume los principios básicos del positivismo (de ahí su nombre) y la teoría de los tres estados. El positivismo, escribió Comte "reconoce como regla fundamental que toda proposición que no sea estrictamente reductible al enunciado de un hecho no puede tener ningún sentido real o inteligible". El positivismo, lo "positivo", no es contrario a lo "negativo", sino que el término deriva de la raíz latina positum (lo puesto, lo dado). En resumen, afirma que en la realidad existe un orden único que tiende al progreso indefinido de la sociedad.
La ley de los tres estados, formulada por este filósofo durante 1830 a 1842, es lo que él consideró como "la ley para organizar la sociedad, los principios sobre los cuales se asentaría". Esta afirmación se justifica con la idea de lo que Comte hizo con su positivismo fue crear el concepto de sociología y desarrollar el pensamiento científico y el método de observación, buscando siempre la objetividad total.
En el primer estado, el teológico o religioso, existe una necesidad del hombre de explicar cualquier hecho mediante agentes sobrenaturales y mágicos. Este estado es de ignorancia, donde la sociedad se mantiene unida por la fe, no existen dudas ni diferencia de conceptos. Se sostenía que las sociedades obsoletas mantenían este sistema.
El estado teológico se subdivide en tres etapas más, a saber: 
- Fetichismo: donde el hombre personifica los objetos materiales y les atribuye poderes mágicos y capacidades humanas,
- Politeísmo: donde esas personificaciones pasan a transformarse en divinidades fantásticas, con atributos especiales (dioses del fuego, de la tierra, del viento, etcétera), y
- Monoteísmo: es la etapa superior, donde todas estas deidades se resumen en una sola que es Dios. En este estado predomina la imaginación y se corresponde con la niñez de la humanidad. No cabe duda de que este estado tiene un papel sumamente importante en la historia universal.[15]

Al nacer el método de observación, el estado teológico se disuelve y se inicia así el metafísico. En él, el hombre observa su entorno, la naturaleza, tratando de contestar sus preguntas insondables mediante cuestiones científicas y divagaciones metafísicas. En este estado, existe una diferencia de conceptos, que genera una crisis política y social debido a las diferencias de interpretación en la búsqueda del significado. Según Comte, la única función del estado metafísico es la de disolver las creencias del teológico. Es básicamente un estado de transición entre ambos, por lo que en él todavía se intenta explicar lo desconocido no cognoscible con entidades abstractas y metafísicas. La metafísica explica la naturaleza de los seres, su esencia, sus causas por medio de la biología, la química o la física. En este estado, el concepto de Dios se reemplaza por la naturaleza, como objeto de estudio.
Finalmente, en el estado positivo o científico, el hombre niega totalmente la razón y se amolda a la realidad, sin cuestionar ningún hecho y anulando la filosofía. En este estado, sólo existe la objetividad, pues se parte de lo que es comprobable solo por la experiencia del individuo o de otros. Esta objetividad sólo podría ser la base de la organización social, ya que si las normas se abordaban desde un punto de vista neutral y lógico, sin cuestionar nada, la sociedad se mantendría unida, además de que las leyes serían universales. 
Según Comte:

El positivismo se compone esencialmente de una filosofía y de una política, necesariamente inseparables, como formando la una la base y la otra el fin de un mismo sistema universal, en el que la inteligencia y la sociabilidad se hallan íntimamente combinadas. En efecto, por una parte, la ciencia social no es sólo la más importante de todas, sino que ante todo proporciona el único lazo, á la vez lógico y científico, que desde ahora soporta el conjunto de nuestras contemplaciones reales. Y, por otra parte, a medida que el curso natural de los acontecimientos caracteriza la gran crisis moderna, la reorganización política se presenta cada vez más como necesariamente imposible sin la reconstrucción precedente de las opiniones y de las costumbres. Una sistematización real de todos los pensamientos humanos constituye, pues, nuestra primera necesidad social, análogamente referente al orden y al progreso.

Más adelante, Comte realiza una detallada descripción de cada ciencia y su utilidad, llamada jerarquía enciclopédica, considerando a la mayor de éstas como la matemática y a la filosofía como la inferior.
En resumidas cuentas, lo que busca la filosofía positiva de Augusto Comte es una reorganización social, política y economía en el contexto social de la revolución industrial.

## Análisis
La obra de Comte no fue muy criticada por sus contemporáneos, pero actualmente es tema de debate para algunos licenciados en filosofía. Como toda obra, fue rechazada por unos y elogiada por otros ya que pretendía sistematizar los saberes más importantes de su tiempo y sentar las bases de una radical reforma del conocimiento. No debe olvidarse que Comte escribió este Curso en un período de gran dinamismo en la historia de Francia, donde seguían vigentes los ideales de la Revolución Francesa.  Se encuentra revestido de un carácter utópico y supuso una reforma de los conocimientos filosóficos convencionales, llamando a la objetividad por encima de todo.
De esta obra de Comte, se dijo que era el "romanticismo de la ciencia" por los ideales que sostenía su filosofía, enfocados hacia el desarrollo de las ciencias para alcanzar la suma del conocimiento humano, pero siempre a través del conocimiento objetivo, nunca a través desde el punto de vista de cada persona ni desde las divagaciones teológicas o metafísicas.